# Nghìn lẻ một đêm (phim truyền hình)
Nghìn lẻ một đêm (tiếng Trung: 一千零一夜; bính âm: yi qian ling yi ye; tiếng Anh: Sweet Dream) là một bộ phim truyền hình Trung Quốc có đề tài khoa học viễn tưởng. Phim kể về câu chuyện tình yêu giữa cô nàng Lăng Thất Thất (Địch Lệ Nhiệt Ba) chân thành, tốt bụng với bậc thầy nghệ nhân hoa Bách Hải (Đặng Luân). Bộ phim được phát sóng từ ngày 22/06/2018 đến 23/07/2018 được chiếu trên đài Hồ Nam, Chiết Giang. Còn tại Việt Nam, trang mạng truyền hình đặc sắc FPT Play cũng mua bản quyền phát sóng. 

## Nội dung
Bộ phim là câu chuyện tình yêu giữa cô nàng Lăng Thất Thất sau khi chia tay bạn trai thì vô cùng đau khổ. Vào đúng lúc này,CEO của Hoa gia là Bách Hải đã tặng cô 1 bó hoa coi như lời an ủi. Cả hai người xa lạ, nhưng kể từ thời khắc ấy, Lăng Thất Thất đã hạ quyết tâm phải thi đỗ vào công ty Hoa gia vì đã lỡ hâm mộ chàng trai ấy, muốn theo đuổi, bên cạnh Bách Hải. Nhưng chuyện đời không như là mơ, cô thi vào bao nhiêu lần thì cũng rớt bấy nhiêu, chờ đợi 1 năm sau mới có thể thi lại. Dù vậy, Lăng Thất Thất vẫn không hề bỏ cuộc, tiếp tục theo đuổi tình yêu đích thực mà cô hằng mong ước bên cạnh người con trai mà cô đặt hết tâm huyết, tâm hồn và cả tuổi thanh xuân của mình cho tới cùng, không nản chí. Thật tình cờ qua một lần cùng thử nghiệm sản phẩm vòng tay thực tế ảo công nghệ cao nhằm nâng cao chất lượng giấc ngủ, vì hệ thống có trục trặc kĩ thuật làm cho 2 tần số của 2 chiếc vòng trùng nhau, do vậy mà cho phép Lăng Thất Thất có thể xâm nhập vào giấc ngủ của Bách Hải. Và 1 câu chuyện tình yêu lãng mạn xuyên suốt trong lẫn ngoài đời bắt đầu. Trải qua bao nhiêu thăng trầm từ thương trường tới tình yêu riêng, nhưng cuối cùng họ cũng có một cái kết tuyệt đẹp như truyện cổ tích... Hơn nữa trong câu truyện-bộ phim này còn se duyên cho 2 cặp đôi khác không kém nổi bật là Mạc Nam - Bảo Ni và Trần Mặc - Tâm Nghiên.

## Phân vai diễn
- Địch Lệ Nhiệt Ba vai Lăng Thất Thất
- Đặng Luân vai Bách Hải
- Chúc Tự Đan  vai Châu Tâm Nghiên
- Trương Hạo Duy vai Trần Mặc
- Trần Dịch Long vài Mạc Nam
- Vương Thụy Tử vai Lộ Bảo Ni